# Rund um Berlin 1964
Rund um Berlin 1964 war die 58. Austragung des ältesten deutschen Eintagesrennens Rund um Berlin. Es fand am 13. September über die Distanz von 185 Kilometer statt. Sieger wurde Klaus Ampler.

## Rennverlauf
Wie im Vorjahr war Rund um Berlin Bestandteil des Rennkalenders der Union Cycliste International. 163 Radrennfahrer aus 13 Ländern stellten sich dem Starter. Vertreten waren Mannschaften aus Belgien, Dänemark, England, Jugoslawien, Luxemburg, den Niederlanden, Österreich, Polen, der Schweiz, der Sowjetunion, der Tschechoslowakei, Ungarn und die Fahrer der DDR-Sportclubs sowie aus den Betriebssportgemeinschaften. Das Rennen war Bestandteil der Woche des internationalen Radsports der DDR.
Die Rennstrecke führte über einen Rundkurs von 37 Kilometern. Start und Ziel lagen in der Friedenstraße in Berlin-Friedrichshain. Die Strecke führte über Ahrensfelde und Falkenberg zurück zum Startort. Den ersten Ausreißversuch unternahm eine Gruppe unter Führung von Edy Schütz und Johny Schleck aus Luxemburg. Ausgangs der 3. Runde setzten sich Günter Lux, Lothar Höhne und Immo Rittmeyer ab, kurz darauf folgten Klaus Ampler, Eberhard Butzke und Egon Adler. Zu Beginn der letzten Runde waren beide Gruppen vereint, Rittmeyer fiel jedoch nach Reifenschaden zurück. Zwei Kilometer vor dem Ziel setzte sich Ampler ab und erreichte das Ziel als Solist.

## Ergebnis
| Platz | Fahrer          | Verein/Land              | Zeit (h)       |
| ----- | --------------- | ------------------------ | -------------- |
| 01.   | Klaus Ampler    | SC DHfK Leipzig          | 4:12:19 h      |
| 02.   | Lothar Höhne    | ASK Vorwärts Leipzig     | + 0:15 Minuten |
| 03.   | Günter Lux      | HSG Wissenschaft Leipzig | + 0:20 Minuten |
| 04.   | Egon Adler      | ASK Vorwärts Leipzig     | + 0:25 Minuten |
| 05.   | Fernand Hermie  | Belgien                  | + 1:05 Minuten |
| 06.   | Günter Langhans | SC DHfK Leipzig          | gl. Zeit       |
| 0 …   |                 |                          |                |